# MyWay
MyWay是澳大利亞首都坎培拉可用於公共交通的非接觸式智能卡，並可在坎培拉輕軌及ACTION巴士上使用。
卡片於2011年3月7日向公眾（包括學校和專上學院學生）發放。ACTION巴士舊有的磁票在過渡期可繼續使用，直至2011年4月11日為止。